# Suplacu de Barcău
Suplacu de Barcău (węg. Berettyószéplak) – wieś w Rumunii, w okręgu Bihor, w gminie Suplacu de Barcău. W 2011 roku liczyła 2377 mieszkańców.